# NGC 2958
NGC 2958 is een spiraalvormig sterrenstelsel in het sterrenbeeld Leeuw. Het hemelobject werd op 7 maart 1877 ontdekt door de Franse astronoom Édouard Jean-Marie Stephan.

## Synoniemen
- UGC 5160
- MCG 2-25-15
- ZWG 63.33
- IRAS09379+1206
- PGC 27620